# La Jana

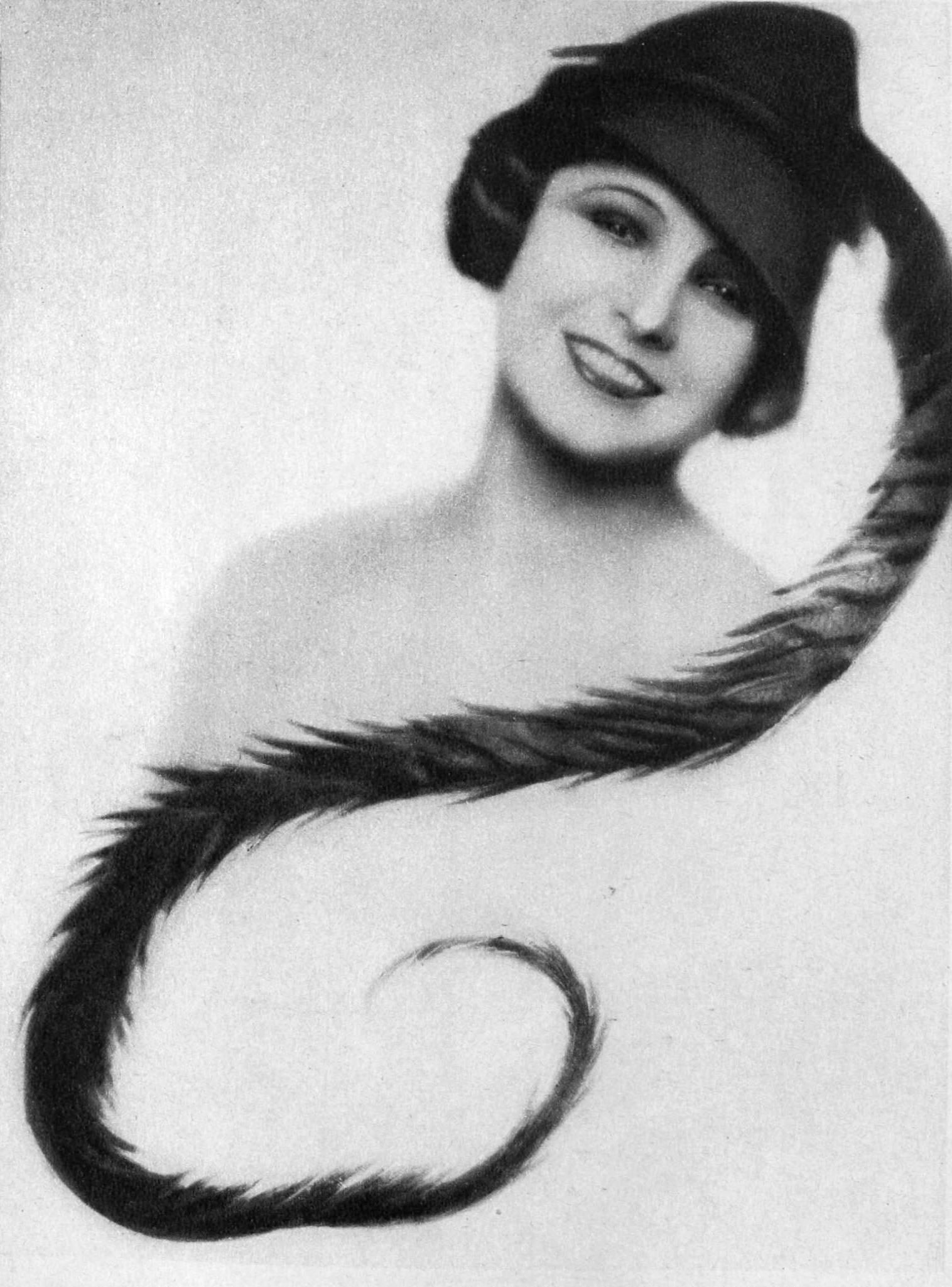
La Jana, foto Edith Barakovich, ca 1928.

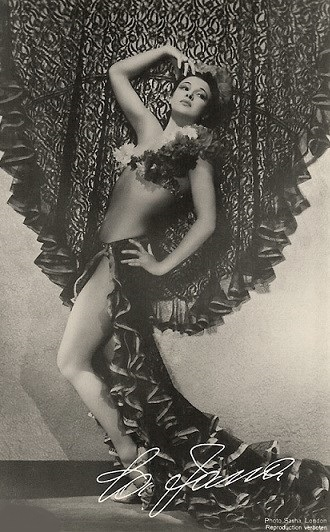
La Jana, foto Sasha Stone (1895–1940), 1930-tal.

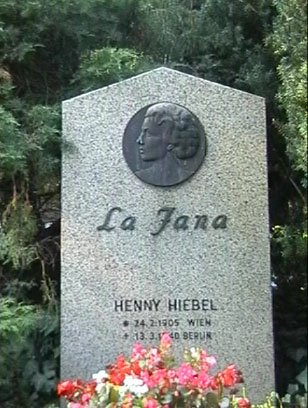
Gravsten

La Jana, artistnamn för Henriette Margarethe Niederauer (senare Henny Hiebel), född 24 februari 1905 i Mauer, Österrike-Ungern, död 13 mars 1940 i Berlin, Tyskland, ungersk-tysk dansare, film- och revyskådespelerska.

## Biografi
La Jana föddes i Wien som Henriette Margarethe "Henny" Niederauer, utomäktenskaplig dotter till förgyllarmästaren Heinrich Hiebel och hans hushållerska Anna Niederauer. Föräldrarna gifte sig 1909, i Frankfurt am Main, där barnen växte upp i den gamla delen av staden, nära Goethe-huset. Hennys äldre äldre syster Anny blev senare operasångare.
Henny Niederauer utbildade sig till dansare vid Frankfurtoperan, och dansade på dess scen för första gången redan vid åtta års ålder. Senare dansade hon i revyer, bland annat på Le Chat Noir i Paris, men togs till Berlin, där hon kom i kontakt med Frederic Zelnik och började arbeta med film. Hon fick även stora framgångar som revyskådespelerska i Berlin under 1920-talet.
Omkring 1926 kom hon i kontakt med skådespelaren Ulrich Bettac och flyttade med honom till Berlin, men några år senare lämnade hon honom.
La Jana var dansare på revyer i Berlin och Stockholm (1933), London (1934/35) och fick stor uppmärksamhet i Berlin. Den tyske kronprinsen blev hennes älskare och besökte henne regelbundet i hennes villa i Grünewald.
La Jana turnerade i Storbritannien 1934, i en föreställning där hon spelade en spansk dansare. Filmen Truxa år 1937 gjorde henne till filmstjärna. Därefter medverkade hon i flera filmer varje år, och fick ofta spela exotiska, inte typiskt tyska, kvinnogestalter.
Vintern 1939/40 genomförde La Jana en turné genom Tyskland för att underhålla militära trupper, och i februari drabbades hon dubbelsidig lunginflammation och dog den 13 mars 1940, 35 år gammal, i Wilmersdorf. Hon begravdes Waldfriedhof Dahlem, Berlin.

## Filmografi
Stumfilm
- 1925 Kraft och skönhet (Tyskland)
- 1926 Die Weiße Geisha (Tyskland/Danmark)
- 1927 Hans engelska fru (Tyskland/Sverige)
- 1927 En Perfekt gentleman (Sverige)
- 1928 Thérèse Raquin regi: Jacques Feyder (Tyskland)
- 1928 Der Biberpelz (Tyskland)
- 1928 Zwei rote Rosen (Tyskland)
- 1928 Der Ladenprinz (Tyskland)
- 1928 Gaunerliebchen (Tyskland)
- 1928 Nattens riddare (Tyskland))
- 1928 Der Herzensphotograph (Tyskland)
- 1929 Spanisches Intermezzo (Tyskland)
- 1929 Meineid – Ein Paragraph der Menschen tötet (Tyskland)
- 1929 Der Lustige Witwer (Tyskland)

Ljudfilm
- 1930 Die Warschauer Zitadelle (Tyskland)
- 1931 Dubbelgångaren (Tyskland)
- 1934 Ich bin Du (Tyskland)
- 1937 Dödssaltomortalen (Tyskland)
- 1938 Der Tiger von Eschnapur (Tyskland)
- 1938 Das indische Grabmal (Tyskland)
- 1938 Es leuchten die Sterne (Tyskland)
- 1939 Det hände på varieté Colosseum (Tyskland)
- 1940 Der Trichter Nr. 10 (Tyskland)
- 1940 Stjärnan från Rio (Tyskland)

Revyer
- 1924 An und Aus (Berlin)
- 1927/28 Alles aus Liebe (Wien)
- 1928 Helene (Berlin)
- 1928 Casanova (Berlin)
- 1928–1933 Die drei Musketiere (Berlin)
- 1933 De tre musketörerna Oscarsteatern[5]
- 1930–1932 Die schöne Helena (Berlin)
- 1930–1932 Hoffmanns Erzählungen (Berlin)
- 1933 Casanova (Stockholm)
- 1934–1935 Streamline (Berlin, London, följd av en engelsk och skotsk turné)
- 1935 A Kingdom For A Cow (London)
- 1937 Piccadilly (Berlin)